# 東海建設
東海建設（とうかいけんせつ）は、かつて東京都新宿区に存在した日本の企業。

## 概要
東海大学が大株主となり1962年に設立。その後、大成建設の出資を受けて事業を拡大した。
1993年には金メダリスト（1964年東京五輪柔道）の猪熊功が社長に就任したが、折からのバブル崩壊に伴い経営が悪化。猪熊は経営責任を取る形で、2001年9月28日社長室において自刃死を遂げた
。同年10月12日、東京地方裁判所から破産宣告を受けた。負債額は243億円であった。
関連会社の東海不動産管理も同時に自己破産の申し立てを行った。また、石狩郡当別町のゴルフ場「石狩平原カントリークラブ」や、「石狩平原スキー場」の運営を行っていた東海スポーツ振興も2002年1月29日、破産宣告を受けた。東海興業とは無関係。

## 関連書籍
- 『勝負あり――猪熊功の光と影』著者:井上斌、神山典士、（2004年、河出書房）ISBN 978-4309016733